# 아곤 (발레)
《아곤》(고대 그리스어: ἀγών)은 이고르 스트라빈스키의 음악과 함께 12명의 무용수를 위한 22분짜리 신고전주의 양식 발레다. 그것은 조지 발란신에 의해 안무되었다. 스트라빈스키는 1953년 12월에 작곡을 시작했지만 이듬해 중단되었다. 그는 1956년에 작업을 재개하여 1957년 4월 27일에 작업을 마쳤다. 음악은 1957년 6월 17일 로스앤젤레스에서 로버트 크래프트의 지휘로 초연되었으며, 첫 무대 공연은 1957년 12월 1일 뉴욕 시티 센터 오브 뮤직 앤드 드라마에서 뉴욕 시티 발레단이 맡았다.
그는 온음계 음악 이디엄에서 12음 기법을 기반으로 한 이디엄으로 옮겼다. 따라서 발레 음악은 음악적 이디엄의 독특한 공생을 보여준다. 발레는 스토리가 없지만 다양한 무용수 그룹이 2인 1조, 3인조, 4중주 등으로 상호 작용하는 일련의 춤 동작으로 구성된다.

## 악기 편성
- 목관악기: 피콜로, 플루트3, 오보에2, 잉글리시 호른, 클라리넷2, 베이스 클라리넷, 바순2, 콘트라바순
- 금관악기: 호른4, 트럼펫4, 트롬본3(테너2, 베이스1)
- 타악기: 팀파니, 톰톰, 실로폰, 캐스터네츠
- 건반악기: 피아노
- 현악기: 하프, 만돌린, 현악 5부